# Instituto Superior Intercultural Ayuuk
El Instituto Superior Intercultural Ayuuk (ISIA) es un proyecto del Centro de Estudios Ayuuk (CEA-UIIA A.C) que inicia sus operaciones académicas en el año 2006 en la comunidad de Jaltepec de Candayoc, perteneciente al municipio de San Juan Cotzocón, Oaxaca. Es una institución privada de acceso público ya que procura subsidiar la beca de colegiatura de todos sus estudiantes que proceden de pueblos indígenas y no indígenas a través de diversos donativos. Su planta docente está conformada por profesores indígenas y de otros orígenes, forma parte del Sistema Universitario Jesuita (SUJ).
La apuesta del ISIA es formar profesionales interculturales que, situados desde el contexto y experiencia de las comunidades, impulsen el desarrollo integral-sustentable y fortalezcan la libre determinación de los pueblos indígenas, como se puede notar esta promueve "la institucionalización de las prácticas indígenas a través de educación».
La visión está centrada en ser reconocida como una institución confiable que ofrece una alternativa educativa de calidad, innovadora y socialmente pertinente que colabora con otros actores sociales, en el mejoramiento de las condiciones de vida de la región.
La contribución de ISIA en comunicación para el desarrollo social, ha tenido éxito para reducir la "brecha digital" Y su esfuerzo hacia el desarrollo sostenible ha recibido el soporte del Tierra International Institute que instaló los paneles solares para la escuela y realizó la transferencia tecnológica al alumnado y la facultad.
Catedráticos de universidades públicas y privadas de México contribuyen con el "tequio intelectual" (trabajo voluntario comunitario), cada estudiante tiene una faena relacionada con el mantenimiento y desarrollo de la escuela.
Una encuesta realizada en 2015 muestra que el 80% de los egresados regresaron a trabajar en el desarrollo de sus sitios de origen,[cita requerida] lo cual incluye: 5 estados mexicanos y comunidades de 12 lenguas originarias. La enseñanza es en español y todos aprenden inglés; así como también los que son monolingües (sólo hablan español) tienen la oportunidad de aprender una lengua originaria; los que hablan alguna lengua empiezan con el proceso de lecto-escritura.

## Oferta educativa
El ISIA ofrece cuatro programas académicos, tres licenciaturas y una maestría:
- Licenciatura en Educación Intercultural
- Licenciatura en Administración y Desarrollo Sustentable
- Licenciatura en Comunicación para el Desarrollo Social
- Maestría en Educación y Gestión del Conocimiento

## Modelo educativo
El ISIA ha creado un modelo educativo a partir del cual se busca el fortalecimiento de las comunidades indígenas a través de los egresados de sus programas educativos. Los egresados podrán trabajar en sus propias comunidades, en la región o fuera de ésta, gestionando proyectos, trabajando con grupos de la comunidad, en organizaciones gubernamentales o civiles, aprovechando los recursos naturales, comunitarios y regionales, o bien, en universidades y centros de investigación o como profesores o investigadores. Las características del modelo educativo de esta institución son:
- Alta calidad y rendimiento
- Pertinente con la cultura originaria
- Con incidencia en el sistema educativo
- Capaz de dar seguimiento a los jóvenes egresados
- Generadora de reflexión y crítica
- Movilizadora del estudiantado
- Articulada con la vida comunitaria
- Con perspectivas de ampliación
- Oferta adecuada - Modalidades que permiten un mayor impacto sin menosprecio de la calidad
- Compromiso sólido de los estudiantes

## Principios y valores

### Principios
La filosofía se articula a través de los siguientes principios:

#### Comunalidad
Aamukëj jikyäjtën o atu´kmukëj jikyäjtën son las palabras que se usan en lengua ayuuk para referirse al fenómeno de la comunalidad: “hacer la vida entre todos juntos”.  A partir de esto se interpreta la propia existencia, la sociedad en la que viven los pueblos indígenas, el entorno que los rodea y lo que podríamos llamar el mundo sobrenatural.  Aunque se trata de una abstracción, tiene expresiones muy concretas en la vida indígena:  
   La tierra y la vida son comunes,  nadie puede apropiarse de ellas en el sentido jurídico del término.  Se concibe a la tierra como madre, y todo lo que hay en ella crece y permanece en hermandad. 
   El ser humano común es la comunidad y el pueblo.  El ser humano sólo encuentra sentido en tanto forma parte de una determinada colectividad.  El reflejo más contundente de la existencia como comunidad se da en lo que atañe a la toma de decisiones que le afectan, la cual es de manera colectiva, en asamblea.  
   El trabajo es común, en una relación tierra-ser humano que se complementan mutuamente. Se ubica en el nivel familiar que propicia fundamentalmente el sustento económico y también en el nivel comunitario, denominado comúnmente tequio.

#### Integralidad
Hace alusión a las partes que componen un todo de manera más o menos armónica en donde el aspecto esencial es la totalidad, y no la parte.  En el plano de lo social, la integralidad consiste en la interrelación de lo imaginario y lo simbólico con lo material y discursivo y se trata de un elemento substancial de la cosmovisión indígena.
La relación que el humano establece con la naturaleza se basa en principios de interdependencia, al sentirse parte de la naturaleza, producto de ella, mas no su dueño.  La integralidad es esa capacidad del pensamiento indígena para poner en relación objetos o ideas que para otras lógicas no necesariamente van juntas. Se trata de la capacidad de simbolización que establece los principios de identidad de una cultura con respecto a sí misma y con respecto a las demás.  La integralidad y los modos de vidas comunitarios expresados desde sus propias circunstancias históricas y geográficas, constituyen elementos de identidad y ponen de manifiesto la diversidad cultural.

#### Solidaridad
La expresión de la cosmovisión indígena ha implicado una reivindicación de los derechos colectivos en una sociedad que tiende a ignorarlos y a excluirlos de su dinámica.  La defensa del territorio, la organización comunitaria, el uso de la lengua, la reproducción de la cultura han permanecido latentes pesar de los embates de la cultura dominante.
Este fortalecimiento cultural, unido al impulso al desarrollo -en el cual habrá que situar la búsqueda de sistemas educativos acordes a la realidad que viven- y a la defensa del derecho a determinar su propio futuro como pueblo, comprenden partes sustanciales de la llamada causa indígena en la que se inscribe el ISIA.  La conjunción de esfuerzos e iniciativas que se suman a esta causa es lo que constituye el principio de solidaridad.
Esta solidaridad se concibe como un dinamismo en el que en lugar de receptores y donadores de beneficios y ayudas, sea una tarea diferenciada en la búsqueda de otro tipo de relaciones sociales la que oriente la convergencia de acciones comunes.  
El ISIA  quiere formar hombres y mujeres que sean conscientes del proceso histórico que les ha tocado vivir, en el que han influido e influyen diversas culturas que requieren de relaciones justas y equitativas.  Pretende formar personas que por una parte sepan reconocer cómo nuestra actividad humana tiene sus raíces en ese patrimonio común, y por otra parte sepan situarse en este ámbito no de un modo pasivo, sino con una actitud creativa, crítica y responsable. Se pondrá así el fundamento y la motivación para una más plena comprensión de la propia identidad y para tener, a la vez, un profundo interés por desarrollar nuestras culturas. Este desarrollo tenderá a producir instituciones, comportamientos, expresiones y símbolos que fomenten un proceso personalizante y efectivamente solidario en los miembros de nuestra comunidad y  sociedad.

#### Enfoque intercultural
La tarea formativa se plantea desde un enfoque intercultural, entendido éste como un conjunto de acciones que posibilitan el establecimiento de un diálogo horizontal entre iguales, con aceptación de la diferencia, en un intercambio con pleno respeto y equidad, y en una relación plural y recíproca en la que todos se enriquecen con la diversidad.  La interculturalidad permite, en suma, construir un conjunto de valores que fortalecen la propia cultura y generan nuevas formas de relaciones sociales.
Para posibilitar la plena realización de la interculturalidad se realizan actividades desde el contexto de las comunidades rurales e indígenas. Para ello en su currículo se nutre de los saberes tradicionales de diferentes regiones mixes y se abre a los saberes universales para adaptarlos y apropiarse de ellos;  retoma los saberes y experiencias comunitarias a modo de tequios, asambleas, trabajos por consensos, manejo sustentable de los recursos naturales, entre otros. No se quiere atrapar o encerrar el conocimiento indígena para conservarlo inamovible, típico o folclórico, sino brindar a los alumnos la oportunidad de comunicarlo a un mundo cambiante y multicultural. Por tanto, es importante corregir las asimetrías en las estructuras actuales de poder y crear condiciones equitativas para el pleno desarrollo de todas las culturas.
El enfoque intercultural a su vez, exige a docentes y a estudiantes a involucrarse en un proceso formativo que fortalezca la propia identidad, de modo pueda ser autocrítica, auténtica, capaz de descubrir, con respeto y cariño a lo propio y reconociendo la riqueza del otro.
La valoración de la propia cultura e identidad, el ejercicio de la reflexión y el análisis, la autocrítica y la articulación de lo global con lo local en el proceso de formación, están encaminadas para que las personas y las comunidades puedan decidir libremente su desarrollo y con mayor autonomía determinar su futuro. La tarea conlleva a la creación de estructuras sociales, de instituciones y de marcos normativos que promuevan la propia autonomía.  

### Vinculación desarrollo-cultura
La vinculación entre desarrollo y cultura es la única posibilidad de que, desde su propia visión colectiva, comunitaria y solidaria de desarrollo (cargada necesariamente de afecto por lo propio y de respeto y amor por la tierra) cada comunidad continúe alimentando y fortaleciendo su modo auténtico y propio de ser indígena.
Muchas comunidades están viviendo procesos de cambios en los ámbitos productivo, cultural, económico, social y político;  cambios que por un lado provocan pérdidas en la diversidad biológica-cultural, y por otro, una inestabilidad social e inseguridad alimentaria, que requieren de atención para el bienestar de las familias y de su entorno. Esta situación demanda trabajar a favor de un paradigma para el desarrollo sustentable, que contemple el respeto por la naturaleza y busque generar procesos de gestión y producción que permitan a las personas satisfacer sus necesidades para alcanzar una adecuada calidad de vida; manteniendo una relación cercana con la naturaleza, en equilibrio con el uso, la gestión y la conservación del entorno.

### Fundamentos pedagógicos

#### La concepción de la educación
Para los ayuuk, la educación es concebida como ëxpëjkën. Yäjk’ëxpëjkpë es quien educa o enseña, pero es también quien despierta a la persona (jä’äy), el ëxpëjkpë es el que tiene la posibilidad de aprender y experimentar; por lo tanto, la educación se da en la medida en que se construye el conocimiento por el expëjkpë y el yikëxpëjpë.  El aprendizaje parte de una experiencia acompañada, que brinda al jä’äy la posibilidad de experimentar y de observar a quien sabe para reflexionar y aprender de aquello que vive.  Es un proceso que busca, como en la Pedagogía Ignaciana, partir de la realidad, del análisis del contexto y de la comunidad, para después experimentar, reflexionar, actuar y finalmente evaluar lo realizado y volver, con esta evaluación, a contextualizar la realidad.
Dada la naturaleza libre de la persona, necesitamos reconocer que el aprendizaje requiere del deseo y la participación libre y activa del jä’äy, que decide por sí mismo y desde adentro, querer aprender, despertar, abrirse a lo nuevo, involucrarse en la tarea y apropiarse así de la responsabilidad de aprender, para alcanzar la autonomía, siempre en un ámbito comunitario.

#### Educación centrada en la persona y en la comunidad (jä'äy)
La formación se centra en la persona como un jä’äy, es decir, alguien que desde el contexto ayuuk es definido como persona y comunidad a la vez; se construye en la medida en que asume su identidad y reconoce la memoria colectiva.
La Pedagogía Ignaciana, al igual que la pedagogía ayuuk, concibe que lo más importante en el proceso de enseñanza-aprendizaje no es el docente ni sus objetivos, sino la persona, que entra en una relación dialógica con el educador y con quienes le rodean. En torno a los jä’äy girarán las experiencias, los modelos educativos, los contenidos, los métodos y herramientas diseñadas por el docente para participar (ëxpëjkën) que harán posible la reflexión y la acción (despertar y desatar, wejën–kajën) en torno a la verdad, para actuar en favor de una comunidad y sociedad más justa y más humana.
Se reconoce que no todos aprendemos de igual manera, y cada quien trae una capacidad que tiene que desatar; por ello se trata de apoyar el interés y las potencialidades que cada estudiante (ëxpëjkpë) presenta.

### Valores
Los valores deben permear todos los servicios y actividades de la comunidad universitaria, son parte integrante del modo de actuar.  Se entienden de la siguiente manera:
Respeto: Reconocimiento del otro como valioso por sí mismo, condición básica para el diálogo intercultural.
Justicia: Igualdad de condiciones y posibilidades para la búsqueda del bien de las personas y de los pueblos.
Compromiso: Acuerdo por el cual las personas deciden libremente cumplir sus tareas y responsabilidades para la consecución de un beneficio común.
Crítica: Capacidad para cuestionar el mundo y a uno mismo, valiéndose de la ciencia, la técnica y de la experiencia de vida.
Responsabilidad: Respuesta consecuente y creativa a las tareas y actividades propias, en beneficio de la comunidad.  
Cooperación: Entendida como el trabajo con otros compañeros como característica fundamental de nuestro que-hacer.
Inclusión: Apertura a todas las personas y posiciones, flexibilidad para acoger su situación personal.
Libertad: Capacidad de proponer, innovar, resolver, expresar y propiciar nuevos horizontes.
Honradez: Actuar de acuerdo a los principios por los que optamos.
Servicio: Acciones que sean medio para la realización de los principios de la Institución. Es la disposición para responder a las demandas de los otros.